# Iwan Jarygin
Iwan Siergiejewicz Jarygin (ros. Иван Сергеевич Ярыгин, ur. 7 listopada 1948 we wsi Ust-Kamzas, zm. 11 października 1997 niedaleko Nieftiekumska) − radziecki zapaśnik, Rosjanin. Dwukrotny mistrz olimpijski w stylu wolnym w wadze ciężkiej.
Walczył w stylu wolnym, w kategorii ciężkiej (do 100 kilogramów). Brał udział w dwóch igrzyskach (IO 72, IO 76), na obu zdobywał złote medale. Był mistrzem świata w 1973. W 1972, 1975 i 1976 zostawał mistrzem Europy, w 1970 i 1974 był srebrnym medalistą tej imprezy. Pierwszy w Pucharze Świata w 1973, 1976, 1977, 1979 i 1980. Mistrz uniwersjady w 1973.
W latach 1982–1991 był głównym trenerem reprezentacji ZSRR w zapasach. Od 1992 roku do śmierci pełnił funkcję prezydenta Zapaśniczej Federacji Rosji. Zginął w 1997 roku w wypadku samochodowym.